# James Archer

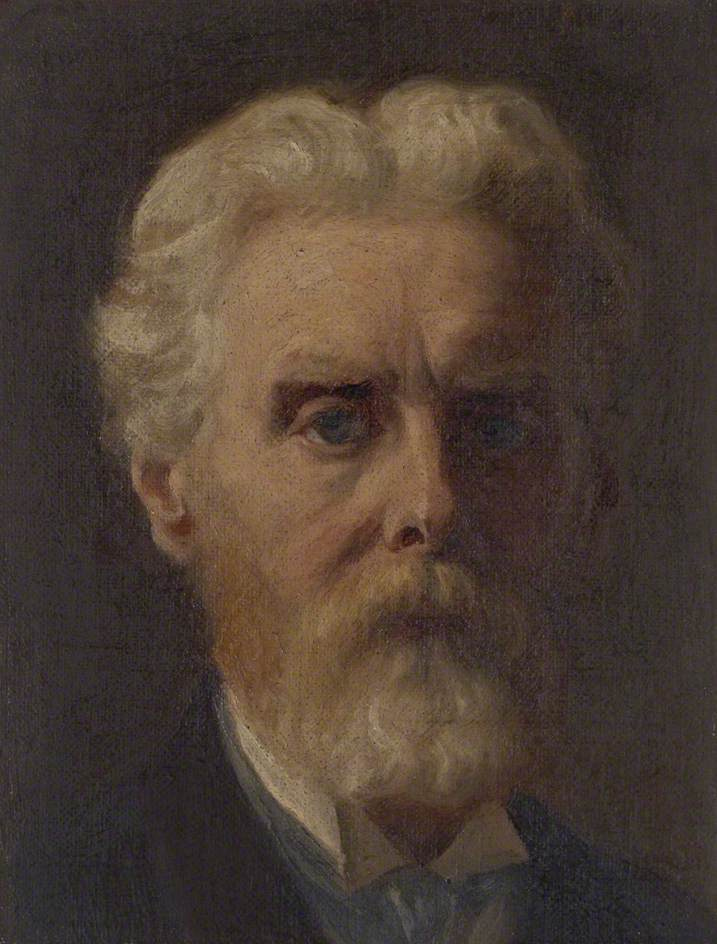
Självporträtt av James Archer från omkring 1890–1900.

James Archer, född den 10 juni 1822 i Edinburgh, död den 3 september 1904 i Haslemere i Surrey, var en skotsk målare.
Archer ägnade sig först i tio år åt att teckna med kritor. År 1849 utställde han sin första oljemålning, Nattvarden, varpå följde porträtt i blyerts samt genre- och historiebilder, berömda för komposition och teknik. År 1862 flyttade Archer till London, där han utställde flera tavlor med motiv från Karl I:s och Cromwells tid. Efter ett besök i Nordamerika 1884 vistades Archer 1886–1889 i Indien, där han utförde en mängd porträtt av indiska furstar och andra mera bemärkta personer.

## Verk i urval

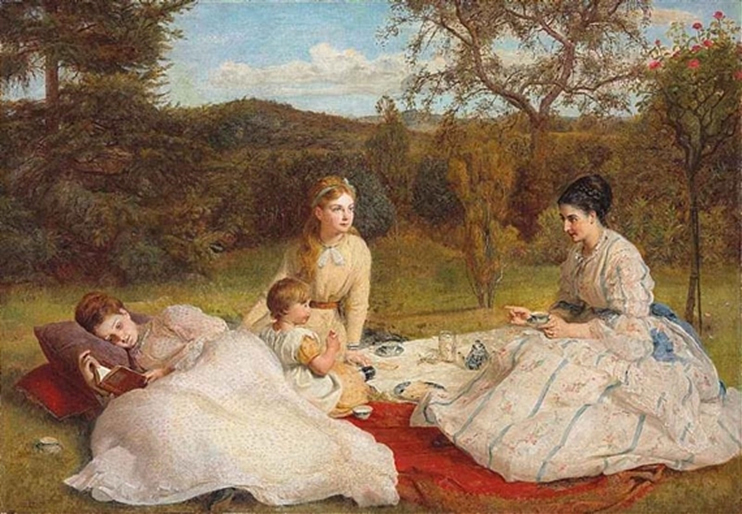
Picknicken (1870)
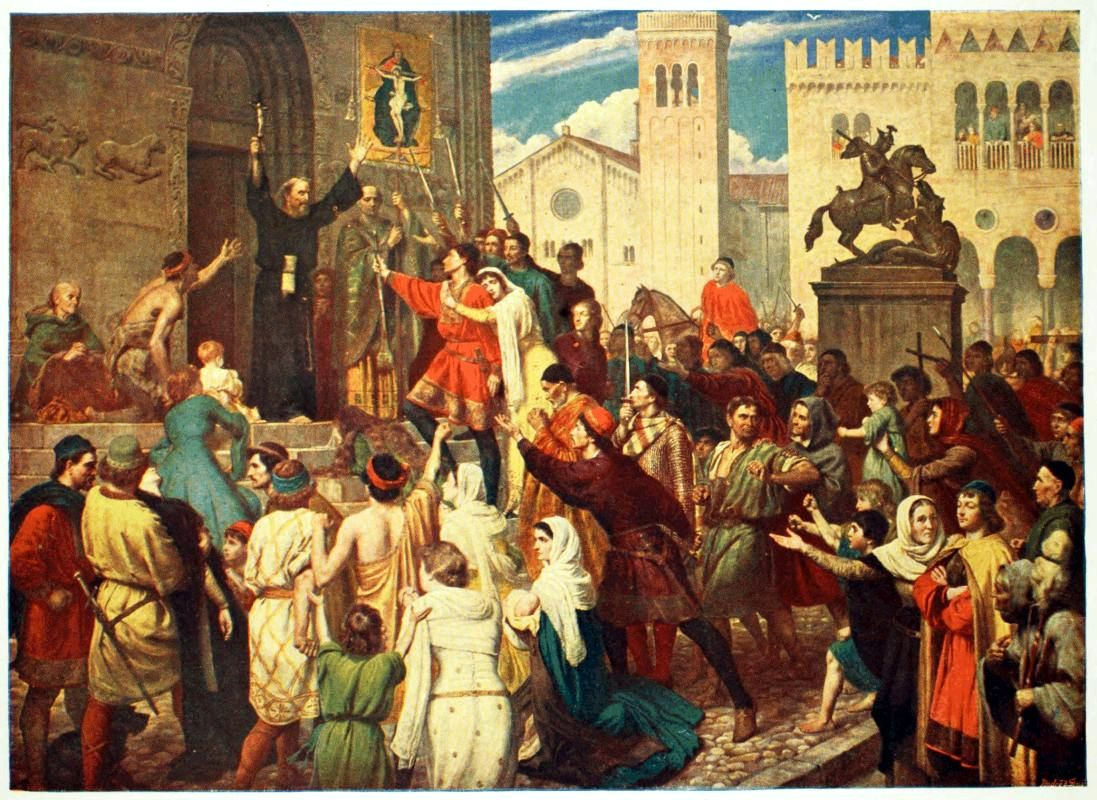
Peter Eremiten predikar det första korståget
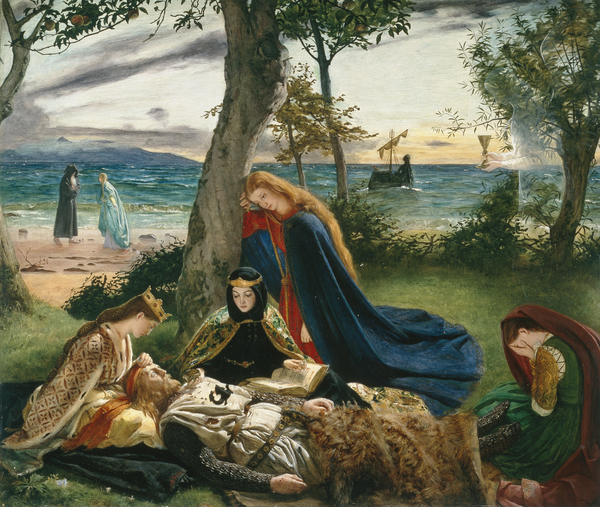
Kung Arturs död (1860)